# Kheira Flidjani
Kheira Flidjani (en arabe : خيرة فليجاني), née en 1912 à Constantine en Algérie, et morte en 1991 est une artiste peintre algérienne contemporaine.

## Biographie
Kheira Flidjani arrive à Paris en 1930, un an avant le début de l'exposition coloniale internationale. Elle fait ses études à l'École des Beaux-Arts de Paris et exerce divers métiers artistiques dans le music-hall et des petits rôles dans le cinéma pour payer ses cours. Elle côtoie le milieu artistique parisien de l'époque, dont Henri Matisse et Pablo Picasso. Elle commence tout d'abord à peindre des paysages, des natures mortes et s'exerce même à la glaise et à la sculpture. Libre et pleine de foi en l'art, elle se lance dans la peinture du nu. Kheira Flidjani a une approche directe, souvent frontale du modèle, aplats de couleurs et coups secs de pinceaux, impromptue du détail allusif et la force expressive du ton localement porté à son maximum d'intensité,.
Lors de la guerre d'Algérie, elle est emprisonnée par la France pour ses activités de soutien à la cause algérienne. En 1963, un an après l'indépendance, Kheira Flidjani retourne en Algérie, en pleine révolution culturelle africaine, politiquement socialiste et tiers-mondiste, pour ne plus jamais la quitter.
À son arrivée, elle est contactée par Bachir Yellès qui lui fait part d'un salon de peintres. Elle propose une œuvre intitulée L' Odalisque : « Je l'avais peinte pendant la seconde guerre mondiale. Je venais d'apprendre que mon père était décédé. Pendant toutes ces années, je n'ai pu avoir d'autres nouvelles de ma famille. Mais actuellement cette toile porte le titre de La belle Algéroise. Le décor représente un intérieur d'autrefois. Je l'ai voulu allongée sensuellement ». Le visage du modèle rappelle immédiatement celui de l'artiste. Elle rit et ne le nie pas. « Oui. Mais ce n'est pas une odalisque du vingtième siècle mais du temps de la princesse Aziza. Cette peinture en changeant de titre m'a inspiré une autre œuvre qui porte sur l'évolution de la femme »,.
En 1963, dans la suite des organisations collectives en Algérie, douze peintres se regroupent à l'École Supérieure des Beaux-Arts d'Alger et  décident la création de l’Union Nationale des Arts Plastiques (UNAP) cristallisant la fine fleur de la  peinture algérienne. Il y avait Bachir Yellès (président fondateur), Ali Ali-Khodja, Choukri Mesli, Mohamed Temmam, M'hamed Issiakhem, Mohammed Khadda, Mohammed Zmirli, Mohamed Bouzid, Mohamed Ranem, Ahmed Kara-Ahmed, Mohamed Louaïl et Kheira Flidjani,.
Quelques années plus tard, elle expose. La plupart de ses œuvres sont des nus féminins. Dans ses nus, Kheira Flidjani ne se contente pas de fixer les traits plus ou moins parfaits d'un beau corps particulier, mais de faire confidence à tous, et par-delà les temps, de ce qu'éveille d'ardeur et de passions, d'amour de soi-même et de la vie, un beau corps nu sous le soleil. Des voix s'élèvent et font des remous. Elle sera même boudée par certains artistes, mais elle ne lâche pas prise. Elle continue son cheminement artistique. Elle expose individuellement à Alger en 1976, puis suivirent des expositions collectives : Alger 1964, 1965, 1980, 1981, 1984, 1990, 2002, 2005, 2007, 2011, 2013 et Oran 2007.
Tantôt bercée par le soleil de son pays, tantôt noyée par la solitude et les contraintes de la vie, Kheira Flidjani portait en elle cet amour pour l'art pictural marqué par des peintres classiques tels que Amedeo Modigliani, Auguste Renoir, Pablo Picasso… En dépit des protestations, Kheira Flidjani a existé avec sa peinture, elle a transformé cet art en instrument de lutte pour une raison de vivre. Et puis, chez l'être, l'habitude des exercices spirituels, intellectuels ou même physiques finissent toujours par modeler un visage ou un corps et lui imposent une structure en ensemble de signes dont il faut découvrir la grille et la clé. Elle a une vision globale du sujet, dans sa conception artistique, elle refuse d'abord d'isoler le visage du reste de l'enveloppe physique en vertu de sa conviction que tout le corps contribue à modeler la figure : le nu. Combien n'a-t-elle pas souffert. Parce qu'elle a osé casser un tabou. La peinture de cette artiste peintre n'est donc pas un art illusoire… Ses œuvres visent en sorte à restituer la part fondamentalement individuelle d'un être humain. Et c'est dans cet esprit pictural que Kheira Flidjani s'est exprimée avec fougue et audace, donnant à ses œuvres des éléments d'émotion et de vie,,.
Kheira Flidjani décède des suites d'une longue maladie en 1991. « Des regrets ? Je n'en ai cure. À quoi bon s'empoisonner l'existence quand on a eu une vie aussi belle et riche que la mienne ? », avait-elle répondu un jour à une question.
En 2012, à l'occasion de la Journée internationale des femmes, un hommage est rendu à Kheira Flidjani, Djamila Bent Mohamed et Aïcha Haddad, pionnières des femmes artistes-peintres en Algérie.

## Expositions
Kheira Flidjani expose individuellement à Alger en 1976 et lors d'expositions collectives à Alger 1964, 1965, 1980, 1981, 1984, 1990, 2002, 2005, 2007, 2011, 2013 et Oran 2007.